# よつのは
『よつのは』は、2006年1月27日にハイクオソフトより発売されたアダルトゲームソフト。

## シリーズ作品
- DVD版
  - 主人公以外の全キャラのフルボイス化、新規CG（祭・亜凜沙のみ）を追加、2006年9月1日発売。
- 幼なじみとの暮らし方
  - 人気投票1位を獲得した、猫宮ののをメインとするファンディスク、2006年9月15日発売。
- お昼の ののたん
  - 公式サイト内で毎週土曜日に猫宮ののがパーソナリティーを務める校内放送Flash。猫宮ののを主軸としたサイト「ののたんねっと」が開設され、オリジナルアプリケーションソフトも制作された。
- 140センチの雪だるま
  - 書き下ろし2話とパソコンパラダイス2006年9 - 11月号に掲載されていたサイドストーリー3話を収録したドラマCD、2007年1月26日発売。
- ののと暮らそ!
  - ののとの同棲生活を描くSDキャラによる3Dゲーム、2007年8月24日発売。声の出演：猫宮のの＝榊原ゆい / 南菜々美＝成瀬未亜 / ボン＝城崎彦太
- OVA
  - 2008年に全2巻で発売。
- コミック版
  - ぢたま(某)作、メガミマガジン2008年3月号（2008年1月30日発売）連載開始。
- よつのは〜雪が溶けきる、その前に〜
  - OVA版キャストによるドラマCD
- よつのは〜A Journey Of Sincerity〜
  - OVA版を原作としたPlayStation 2版がGADGET SOFTより2008年8月28日発売。

## 内容
望月学園に通う幼馴染4人組。夏に望月学園が廃校になることがきっかけとなり、タイムカプセルを埋めることにする。3年後の夏に皆で再会し、開けることを約束して。3年後の約束の日、タイムカプセルと思い出探しが始まる。
ゲーム進行は3年前を思い出しながらタイムカプセル探しという流れであるものの、3年前の記憶は固定化されておらず各ヒロインのストーリーごとに過去が一新されるので注意してプレイする必要がある。またこの設定を利用してヒロインENDの後に、3年前を多少違うものに変更してアナザーストーリーが開始されていく。なお、幼なじみとの暮らし方はアナザーENDの後日談となる。

## 登場人物
声優はPC版・ドラマCD / アニメ版
結城 誠（ゆうき まこと）
声 - 石井一貴（ドラマCDのみ出演） / 田坂秀樹
本作の主人公。仲間思いで、仲間のために体を張ることが多い。自分の感情を相手につたえるのが下手なので、すぐに照れ隠しをする。ウソをつくのが下手。
猫宮 のの（ねこみや のの）
声 - 榊原ゆい / 同左
結城家の隣に住んでいた幼馴染。誠より1つ下の学年。茶髪のショートヘア。
面倒見がよく、家庭能力が著しく欠如する結城家の家事全般を行うのが日課だった。そのせいか、誠から敬意を込められて『のんさん』と呼ばれている。元々大阪に住んでいたため、大阪弁を喋る。背丈が小さく、やや子供じみた一面もあるため誠にすぐに子供扱いされるが、いつも誠たちの面倒をみるののの存在は、誠、衣織にとってまさに「母親」だった。
3年前に学園の廃園が決定した際、大阪で暮らす祖母の体調悪化から大阪の北桜学園への編入を決めた。だが、祭が月華学園への全員編入を提案したことで言い出せなくなってしまい、幼馴染たちに進学先を隠しながら月華学園への編入試験対策に勤しむことになる。嘘をつき続けることに苦悩しながら日常を過ごすものの、これ以上引き延ばすことはできなくなり、3人に事実を告白。4人の幼馴染がそのままでいることが不可能になり、誠たちは学園の取り壊し中止を求める運動を始めることになる。
柚姫 衣織（ゆずき いおり）
声 - 草柳順子 / 後藤邑子
誠の家に居候していた幼馴染で、誠より1つ上の学年。
誠より歳が上のためお姉さんぶるが、妹のように甘えたがる。食事が好きで、特にお菓子が好物。他県の商業系の学園に編入する。
天地 祭（あまち まつり）
声 - 伊吹雫 / 後藤麻衣
誠の幼馴染、誠と同じクラス。緑髪のポニーテール。
気が強くしばしば誠に蹴りを入れているが、極度の人見知りで知らない人とはほとんど会話できない。勉学面では非常に優秀で、全国模試でも上位に食い込むほどの優等生。4人組のまとめ役的存在。猫に好かれるが、猫は大の苦手だった。
誠の最初の幼馴染であり、幼いころから誠に恋心を抱いていた。嫌なことがあっても誠に抱きしめられると元気になるため、よく誠に抱きついていた。だが衣織と誠が同居し始めたことに嫉妬を覚え、伊織とも誠とも仲良くしたい祭は誠を大嫌いになればいいと考え、人前では憎まれ口を叩く勝気な性格として誠と接するようになる。そしてののが引っ越してきたことで4人の幼馴染の中のリーダー的な立ち位置を確立し、「お姉さん」としてみんなを引っ張っていくようになった。だが内面は変わっておらず、精神的につらいことがあると誠に慰めてもらっている。
3年前に学園の廃園が決まった際、幼馴染全員で地元の名門月華学園に編入することを提案。月華学園編入試験対策に身を削って打ち込んだ。だが様々な事情により月華学園への全員編入が不可能になり、以降は学園の取り壊しの中止させるべく奔走する。また、本人はそのまま月華学園に編入学するが、実はそれは学園の取り壊し中止にも絡むことだった。
雪 亜凜沙（ゆき ありさ）
声 - みる / 矢作紗友里
誠のクラスに転校してくる。喘息持ちで体が少し弱い。
結城 智之（ゆうき ともゆき）
声 - おおくぼけんたろう
誠の兄、職業は料理人。口下手で鈍感。ののにスポーツ新聞の官能小説のわからない文字を聞いたりするしょうもない人。
芝 大輔（しば だいすけ）
声 - 城崎彦太 / 宮下栄治
誠のクラスメイト。あだ名はボン。
誠の親友であり、よく年齢相応のエロい話をする。また、誠たちの幼馴染グループとも仲が良く、時折つるんでいた。友人思いであり、誠たちとの約束をふいにした父親に対して本気で殴りかかった（もともと仲も良くなかった）。
山本先生（やまもとせんせい）
声 - 事務台車 / 井上和彦
望月学園の数学教師、軽音楽部の顧問も務める。既婚者で、娘もいる。趣味はせんべい焼き。教頭や佐藤先生に怒られたストレスを誠にぐちるなどして解消している。
芝 裕次郎（しば ゆうじろう）
声 - 紫陽花
望月学園の教頭。芝大輔の父親。かつては剣道部主将だった。
誠たちが月華学園への編入枠増設を嘆願してきたことを利用し、「優等生である祭を月華学園へ編入させる」ことを条件に自らを月華学園へと売り込み、まんまと進路指導の椅子を得る（山本先生曰く「誰もが羨む出世」らしい）。そして誠たち（厳密には祭）にやる気を出させるために、家で大輔に聞こえるように愚痴（に見せかけた嘘情報）を漏らして祭の学力が上がるように仕向けたり、誠たちに約束を守らなかったことを追及されても「成績が上がったのだから感謝してほしい」と悪びれずにいるなど、とても教育者の風上に置けない自己の利益のみを追求した行動をとった。だが、その取引を逆手に取られ祭の学園取り壊し中止の訴えを退けることが出来ず、誠とも私闘をすることになった。
佐藤 幸恵（さとう ゆきえ）
声 - 茶谷やすら / 小野涼子
望月学園の英語教師。望月学園の卒業生で、智之の2つ下の学年。真面目な性格で冗談が通じない。
鈴木 久美子（すずき くみこ）
声 - 如月葵
衣織のクラスメイト。誠に助けてもらったことがあり、それから誠に興味を持つ。
桜井るー
声 - 町田あみ / 井口裕香
のののクラスメイト。顔アイコンのみで登場。公式サイト内校内放送「お昼の ののたん」にて進行役を行っている。
椿れん
声 - 茶谷やすら / ささきのぞみ
のののクラスメイト。顔アイコンのみで登場。

## スタッフ
- 原画：ひーで、越乃、Xsara、カスカベアキラ
- シナリオ：たとむ、keikei
- 音楽：響那良

## 主題歌
（PC版）
オープニングテーマ『よつのは』
作詞：keikei、作曲：響那良、歌：茶太
エンディングテーマ『Shining Orange』
作詞：keikei、作曲：響那良、歌：榊原ゆい
（PS2版）
オープニングテーマ『Soon』
作詞：ひみこ、作曲・編曲：水上裕規、歌：榊原ゆい
エンディングテーマ『ラブ♡ライス』
作詞：松本有加、作曲・編曲：ぺーじゅん、歌：茶太

## 『幼なじみとの暮らし方』
本作のファンディスク。人気投票1位を獲得した猫宮ののシナリオの後日談を描いた作品。2006年9月15日に発売された。

### ストーリー
卒業を期に大阪への引越しを決めた主人公：誠。幼なじみであり彼女である猫宮ののの暮らす部屋の隣に引っ越すことになる。世話好きの彼女との半同棲生活が始まる。

### 登場人物（ファンディスク）
結城 誠
本作の主人公。卒業を期にののと暮らすために大阪の大学への進学を果たす。学業とバイトとの両立に苦労しながらも幸せな暮らしを始める。
猫宮 のの
声 - 榊原ゆい
誠の幼なじみであり彼女。念願の半同棲生活によって、以前の様に誠の身の回りの世話をしている。
南 菜々美（みなみ ななみ）
声 - 成瀬未亜 / 福原香織（アニメ版）
ののの従姉妹で誠と同い年。恋愛経験はないものの少女漫画によって編み出した独自の恋愛感を持っており、ののに対してアドバイスをしている。誠とののに自分の理想の恋人像になって欲しいと思っており、よく口を挟んでくる。
鹿山 ヒカリ（かやま ヒカリ）
声 - 紫華すみれ
誠の大学の友人。絵の方面の仕事に就きたいと思っており、絵の勉強になるという理由で美術館でバイトをしている。恋愛に対しては今のところ興味がないらしい。

### スタッフ（ファンディスク）
- 原画：ひーで
- シナリオ：たとむ、keikei
- 音楽：響那良
- 主題歌
  - オープニング曲「ダーリン」
作詞：keikei / 作曲：響那良 / 歌：榊原ゆい

## OVA
全年齢向け作品。全2巻。DVD第1巻2008年2月29日発売、DVD第2巻2008年3月28日発売。

### スタッフ（OVA）
- 原作：ハイクオソフト
- 監督・脚本：錦織博
- キャラクター原案：ひーで、越乃、Xsara、カスカベアキラ
- キャラクターデザイン・作画監督：本村晃一
- 美術監督：飯島寿治
- 美術設定：うえだひとし
- 色彩設計：林可奈子
- 撮影監督：高橋賢太郎
- 音楽：I've Sound
- 音楽プロデューサー：西村潤
- 音楽制作：ジェネオンエンタテインメント
- 音響監督：鶴岡陽太
- 編集：西山茂
- アニメーションプロデューサー：中島伸治
- プロデューサー：小倉充俊、金庭こず恵、橋谷建、浅井茂
- アニメーション制作：ハルフィルムメーカー
- 製作：よつのは委員会（ジェネオンエンタテインメント、ムービック、AOG、金羊社）

### 主題歌（OVA）
オープニングテーマ「恋する記憶」
作詞：うらん / 作・編曲：大久保薫 / 歌：榊原ゆい
エンディングテーマ「ねがい」
作曲：向井成一郎 / 編曲：島田充 / 歌・作詞：茶太

## ラジオ
榊原ゆいが猫宮ののとしてパーソナリティを務める。
- お昼の ののたん：2006年、ハイクオソフト公式サイト
- のののらぢお：2007年 - 2008年、アニメイトTV

## 漫画
OVA版の漫画化で『メガミマガジン』2008年3月号（1月30日発売）より連載。原作:ハイクオソフト、作画:ぢたま（某）。
- 単行本『よつのは』全1巻（学研マーケティング〈ノーラコミックス〉）ISBN 4056070342